# Galerina praticola
Galerina praticola (F.H. Møller) P.D. Orton – gatunek grzybów należący do rodziny podziemniczkowatych (Hymenogastraceae).

## Systematyka i nazewnictwo
Pozycja w klasyfikacji według Index Fungorum: Galerina, Hymenogastraceae, Agaricales, Agaricomycetidae, Agaricomycetes, Agaricomycotina, Basidiomycota, Fungi.
Po raz pierwszy opisał go w 1945 roku Friedrich Alfred Möller, nadając mu nazwę Pholiota praticola. W 1960 r. Peter Darbishire Orton przeniósł go do rodzaju Galerina. Niektóre synonimy:
- Pholiota praticola F.H. Møller 1945
- Pholiota pumila var. subferruginea F.H. Møller & J.E. Lange 1940

## Występowanie i siedlisko
W Polsce po raz pierwszy jego stanowisko podano w 2004 r. Hełmówki to grzyby saprotroficzne.